# Beijing Youth Science Creation Competition
BYSCC (Beijing Youth Science Creation Competition) è una competizione scientifica organizzata dalla BAST (Beijing Association for Science and Technology) che si tiene tutti gli anni a Pechino dal 1981. Alla competizione partecipano ragazzi cinesi e delegazioni di ragazzi provenienti da tutto il mondo, normalmente liceali e universitari.
Ogni delegazione presenta un progetto su un tema specifico, per lo più a carattere scientifico.
Non mancano casi di veri e propri esperimenti, regolarmente brevettati. In altri casi i ragazzi effettuano presentazioni di ricerche più o meno approfondite.
I progetti presentati dai gruppi cinesi concorrono a diversi premi, anche in denaro. I migliori possono avere sviluppi industriali e commerciali.
Al di là dell'aspetto competitivo il BYSCC costituisce un evento che facilita il contatto fra giovani provenienti da diverse parti del mondo e da culture diverse.
Nel 2012 l'evento si è svolto alla YUCAI School di Pechino dal 21 al 24 di marzo.